# Río São José dos Dourados
El río São José dos Dourados es un río del estado de São Paulo, Brasil. Afluente del río Paraná, nace en el municipio de Mirassol y desemboca en el embalse de la represa de Ilha Solteira, ubicada sobre este último.
El río corre paralelo al río Tieté y se encuentra vinculado al mismo a través del canal Pereira Barreto, formando parte de la hidrovía Paraná-Tieté.
Sus principales afluentes son:
- por la margen izquierda, río da Jangada, río Quinze de Janeiro y río Claro;
- porr la margen derecha: río Tailhado.

- Datos: Q10295660